# Bumlepetersen "No. 32"
Bumlepetersen "No. 32" er en dansk kortfilm fra 1912 af ukendt instruktør og efter manuskript af Harriet Lehmann.

## Medvirkende
- Frederik Buch